# Acamptopoeum melanogaster
Acamptopoeum melanogaster är en biart som beskrevs av Compagnucci 2004. Acamptopoeum melanogaster ingår i släktet Acamptopoeum och familjen grävbin. Inga underarter finns listade i Catalogue of Life.